# Royal Albert Dock
Das Royal Albert Dock ist eines von drei Hafenbecken der Royal Docks im Londoner Eastend und gehört heute zu den Docklands.

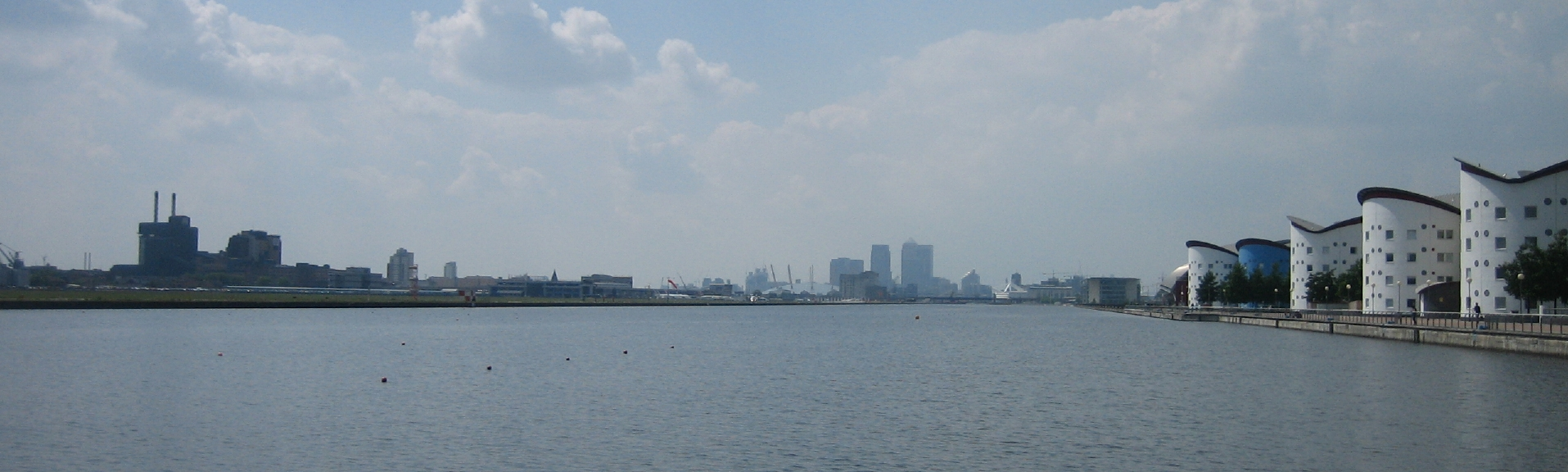
Das Royal Albert Dock von Osten. Der Flughafen London City und Tate & Lyle sind links zu sehen, die University of East London rechts und die Canary Wharf im Hintergrund.

## Geschichte

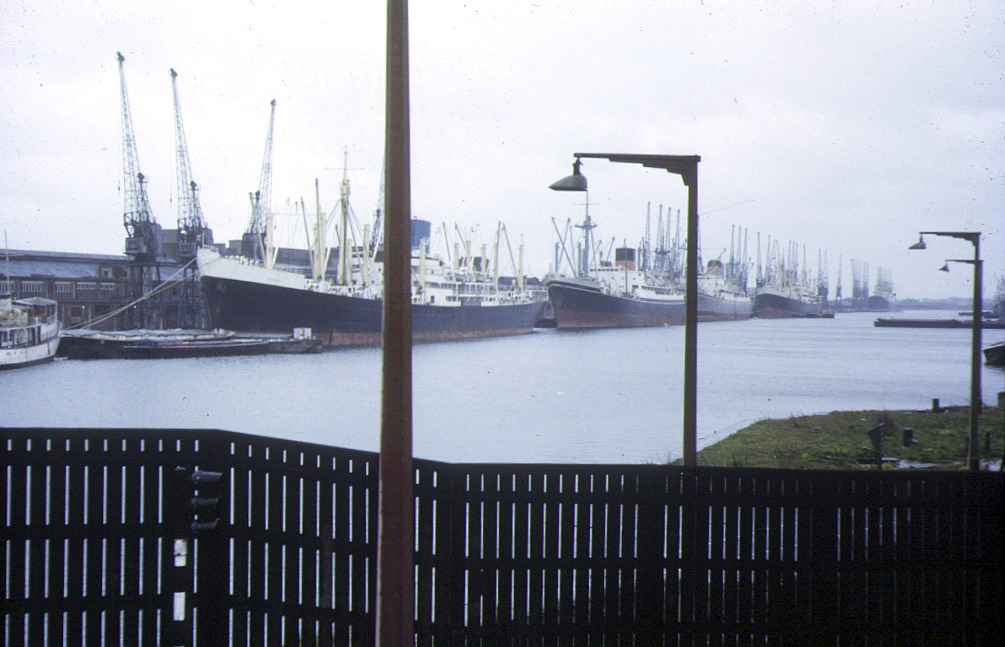
Das Royal Albert Dock von Westen (1973)

Das Hafenbecken wurde östlich des früher entstandenen Royal Victoria Dock von der St. Katharine & London Docks Company gebaut und wurde 1880 eröffnet. Es war mit über 4,8 km Kailänge noch größer als das Royal Victoria Dock und besaß eine Einfahrt vom Gallion’s Reach der Themse her. Im Süden und am Westende waren Trockendocks und Werkstätten für Schiffsreparaturen, die von R. & H. Green & Silley Weir (später River Thames Shiprepairers Ltd.) betrieben wurden.
Das Hafenbecken wurde für den Frachtschiffverkehr zusammen mit den anderen Royal Docks in den 1980er-Jahren geschlossen. Es blieb aber erhalten und wird heute hauptsächlich für den Wassersport genutzt, z. B. als Ruderstrecke. Ebenfalls wird es gelegentlich von Schiffen auf ihrem Weg zum Royal Victoria Dock und zu den Ausstellungen im ExCeL Exhibition Centre durchfahren.

## Heute
Die wichtigste Einrichtung im Bereich dieser Hafenanlagen ist heute der Flughafen London City, dessen einzelne Start- und Landebahn entlang der Südseite des Hafenbeckens gebaut wurde, sodass das Royal Albert Dock die nördliche Begrenzung des Flughafens bildet. Die aufgefüllten Trockendocks der Schiffsreparaturwerke liegen nun unter der Start- und Landebahn. Flugzeugbewegungen sind von der größtenteils öffentlich zugänglichen Nordseite des Hafenbeckens deutlich zu beobachten.
Der Verkehrszugang zum Hafenbecken an der Nordseite wurde entscheidend verbessert. Es gibt neue Straßen und die Beckton Line der Docklands Light Railway verläuft entlang dem Hafenbecken. Am Westende liegt das London Regatta Centre mit dem oben aufgebauten chinesischen Restaurant Yi-Ban. Daneben steht ein Bootshaus, das von vielen Ruderern verschiedener Clubs benutzt wird. Anschließend liegt das Building 1000, ein Bürohaus im Royals Business Park, das bis Juli 2007 drei Jahre lang leer stand und nur als Kulisse verschiedener Filme diente. Das Building 1000 gehört nun dem London Borough of Newham, das 2.500 Mitarbeiter seit April 2008 in das Gebäude umsiedelte. Neben diesem Bürogebäude liegt ein großes unbebautes Grundstück, das als zusätzlicher Parkplatz für das ExCeL Exhibition Centre genutzt wird, dann kommt der Fußgängerzugang zum Hafenbecken mit einer kurzen Start- und Landebahn, die 2007 und 2008 für das Red Bull Air Race in London genutzt wurde. Am Ostende des Hafenbeckens liegt der Dockland Campus der University of East London, der 1999 eröffnet wurde. Anschließend an den Campus liegt die Regattastrecke des London Regatta Centre, ein Ruderzentrum von internationalem Rang, wo auch der Queen Mary University of London Boat Club rudert.
Am Royal Albert Dock liegen auch die Drachenboot-Rennclubs Typhoon DBC, Thames DBC und Raging Dragons, sowie der Royal Docks Rowing Club, der hauptsächlich aus minderjährigen Mitgliedern besteht. 